# آبشار فلورنس
آبشار فلورنس (به انگلیسی: Florence Falls) آبشاری است که در استرالیا واقع شده و ارتفاع کلی ریزشگاه آن ۷۰ متر است.